# Gustave Delage
Paul Aristide Gustave Delage (Limoges 8 de marzo de 1883-† París 20 de abril de 1946) fue un oficial de la marina francesa, ingeniero y hombre de negocios. Destacado diseñador aeronautico, fue el alma mater durante dieciocho años de los productos de la compañía fabricante de aeroplanos Société Anonyme des Etablissements Nieuport desde 1914 a 1932.

## Carrera militar
Ingresó a la Academia Naval en 1901, siendo ascendido a guardiamarina el 5 de octubre de 1904. Terminó sus estudios con el título de ingeniero, y es destinado a la base naval de Toulon; se convirtió en Enseigne de vaisseau (Alférez de navío) el l5 de octubre de 1906. EL 13 de noviembre de 1908, se embarcó en el contra-torpedero Mousquet (1.ª flotilla de torpederos del Mediterráneo). Ascendido a Lieutenant de vaisseau (Teniente de navío) el 29 de septiembre de 1913, es adscrito con permiso no retribuido el 1 de enero de 1914 pasando a desempeñar el cargo de director técnico y director general del Departamento de Aeronaves de la firma Société Anonyme des Etablissements Nieuport.
Al inicio de la I Guerra Mundial es movilizado por la Armada en agosto de 1914, siendo asignado al portahidroaviones La Foudre de septiembre a noviembre de 1914; es ascendido a Capitaine de corvette (Capitán de corbeta) y nombrado jefe de la escuadrilla Nieuport de Port-Saïd desde diciembre de 1914 a febrero de 1915. En última instancia, considerado más útil en el papel de ingeniero, fue enviado de regreso en marzo de 1915 pasando a la reserva el 11 de mayo de 1918.

## Delage y la aviación

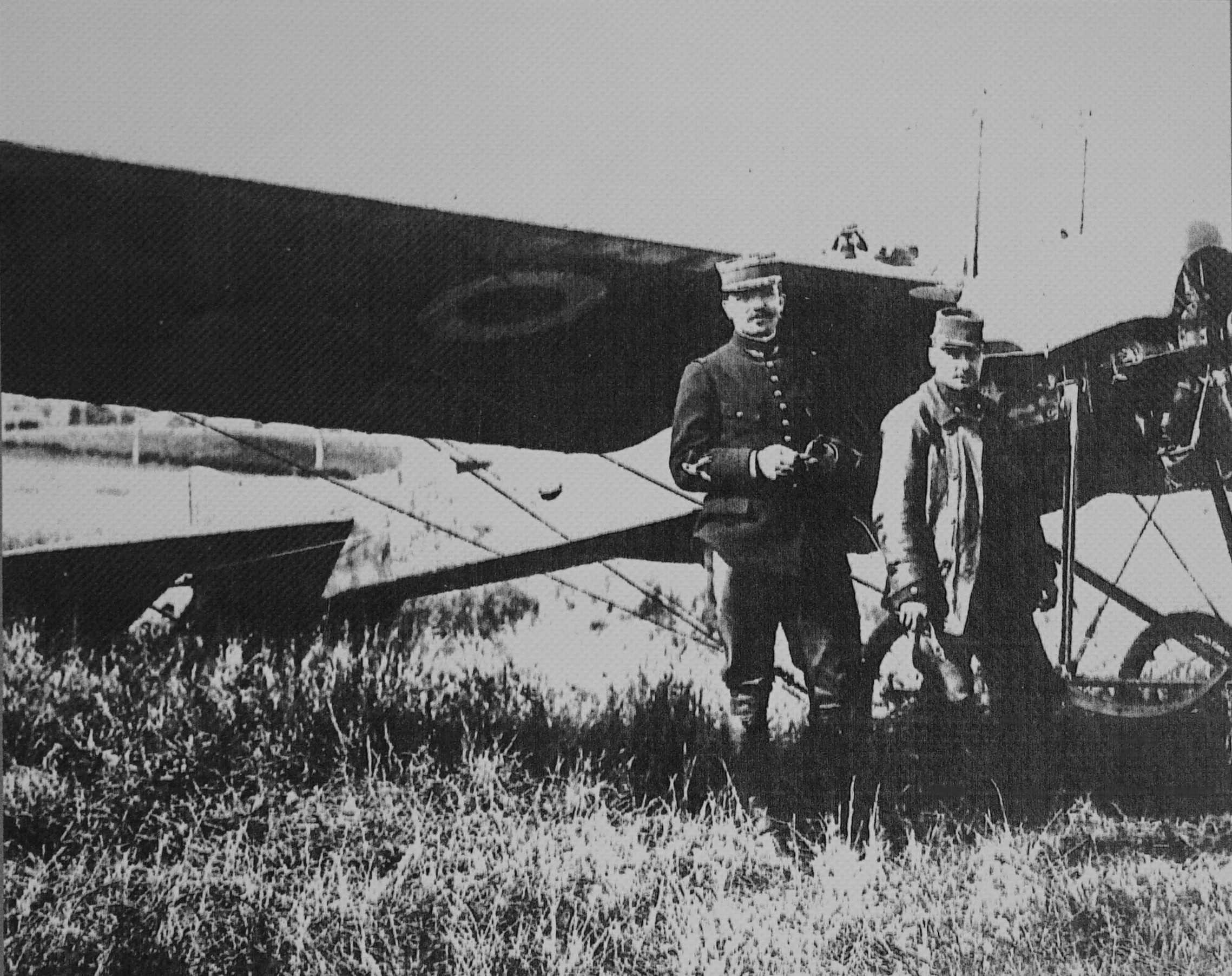
En compañía de Antonin Brocard en mayo de 1913

A partir de 1909, Gustave Delage se interesó por la aviación y sus aplicaciones navales. Obtuvo el 29 de agosto de 1910 en Vincennes la licencia de piloto n.º 219 del Aéro-Club de France y la licencia de piloto militar n.º 23 en septiembre de 1911. Estuvo al mando  de un escuadrón que participaba en maniobras militares en Las Ardenas. El 14 de diciembre de 1912, realizó su primer vuelo en un hidroavión de la Armada francesa.
Desplazado por la Marine Nationale, fue nombrado director técnico y director general del departamento de aviones de la sociedad Nieuport en enero de 1914. Movilizado en agosto de 1914, volvió a la firma Nieuport en la primavera de 1915, donde rápidamente diseña una nueva fórmula para aeronaves, el sesquiplano, un biplano que tiene las alas inferiores mucho menores que las superiores. El primero de la familia de este tipo de aviones fue un biplaza de observación, el Nieuport 10, del que se fabricarán más de 1000 ejemplares. Más compacto, el caza monoplaza Nieuport 11 se convirtió rápidamente en el Nieuport Bébé y del que se produjeron más de 7000 ejemplares en Francia, pero también en Gran Bretaña, Italia y Rusia. Le seguirían los cazas monoplaza Nieuport 16 y Nieuport 17 .
Delage tuvo menos éxito con su avión de reconocimiento Nieuport 14 y el bombardero Ni 15 y aunque la Aeronautique Militaire o los servicios aéreos británicos prefirieron los cazas construidos por la firma SPAD (SPAD S.VII / SPAD S.XIII) durante los dos últimos años de la guerra; sin embargo, el componente aéreo de la Fuerza Expedicionaria Estadounidense fue equipada con Nieuport 24 y Nieuport 28 , al igual que los servicios aéreos de Italia y Bélgica.
A principios de 1920, la Aeronautique Militaire decidió reemplazar todos los cazas en servicio, desde la Primera Guerra Mundial con el modelo de Nieuport 29 . En ese momento la firma Nieuport decidió denominar a sus producciones francesas “Nieuport-Delage” para distinguirlas de las producciones de su filial británica British Nieuport and General Aircraft, así, El Ni 29 se convierte en Nieuport-Delage NiD 29 .
Gustave Delage será la cabeza pensante de la firma Nieuport-Astra hasta 1932. Antes, en 1930, la búsqueda de soluciones para revitalizar la industria aeronáutica francesa, lleva a Laurent Eynac, Ministro del Aire, a un intento por reagrupar a los dispersos grupos industriales aeronáuticos, compitiendo por contratos sin seguimiento. Por lo tanto, se funda la Société Générale Aeronautique - SGA entre noviembre de 1929 y febrero de 1930 con el apoyo financiero del Banco Nacional de Crédito. Reunió a los fabricantes de aviones Aéroplanes Hanriot et Cie, Chantiers Aéro-Maritimes de la Seine - CAMS , Société d'emboutissage et de constructions mécaniques - SECM-Amiot y, Nieuport-Astra y  Société Aérienne Bordelaise - SAB, y el fabricante de motores de aviación Lorraine-Dietrich. La SGA iba a demostrar ser un "pozo sin fondo" en términos económicos. Al no aceptar sus métodos de gestión, Gustave Delage dimitió de sus cargos y deja la firma Nieupot-Astra a finales de 1932.

## Jaeger y LeCoultre
Ya en 1915, la reconocida empresa relojera suiza Le Coultre et Cie comenzó la fabricación de tacómetros y velocímetros para aviación desarrollados por la empresa francesa Jaeger SA con la colaboración del piloto suizo Edmond Audemars. Proveedor oficial de la aeronáutica francesa, LeCoultre produjo 120000 dispositivos de precisión durante la guerra que fueron vendidos a los Aliados por Edmond Jaeger. En octubre de 1917, las dos empresas inician una colaboración más estrecha para fortalecer sus lazos. Edmond Jaeger, que entonces tenía 67 años, seguía siendo el propietario de las patentes de los tacómetros que LeCoultre necesitaba para sobrevivir en tiempos de guerra. Pero esta asociación necesita capital; curiosamente, este capital lo aportan círculos privados de la aeronáutica francesa: Léon Morane, Laurent Seguin, Gabriel Voisin, etc. y Gustave Delage. Juntos aportan más de 2,5 millones de francos a la asociación Jaeger-LeCoultre y Gustave Delage supervisa las finanzas de Le Coultre et Cie en Suiza y Edmond Jaeger SA en París.
A partir de su retirada de la sociedad Nieuport-Astra, pasa en 1933 a convertirse en director de la firma Jaeger SA Será el artífice de la fusión de las dos empresas consolidada en 1937 y, hasta su muerte en 1946 ocupará un puesto decisivo dentro de la firma relojera Jaeger-LeCoultre.